# Google Hacking

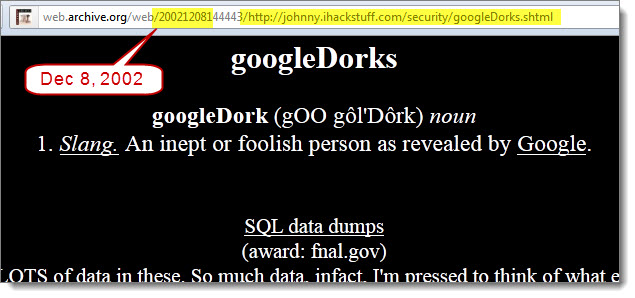
Este es un ejemplo de un operador avanzados

Google hacking, también llamado Google dorking, es una técnica en informática que utiliza operadores para filtrar información en el buscador de Google. Además podemos encontrar otras aplicaciones de agujeros de seguridad en la configuración y el código informático que se utilizan en las páginas web.

## Conceptos básicos
Google hacking implica el uso de operadores avanzados de Google en su motor de búsqueda para localizar cadenas específicas de texto dentro de los resultados de búsqueda. Algunos de los ejemplos más populares están encontrando versiones específicas de vulnerabilidad de aplicaciones web. Las consultas de búsqueda localizarían todas las páginas web que tiene diferentes tipos de filtros; ya sea por el título (intitle), por texto principal (intext), por url (inurl) o por otros filtros más. 
En el buscador de Google escriba intitle:Google Operadores filetype:pdf. Esta línea de comando tiene 3,710 resultados aproximadamente en comparación con escribir solamente Google Operadores en el buscador de Google. Este operador de Google busca información en el buscador de Google acerca de los operadores de Google y que está en formato de datos portables más conocido como PDF. El operador tipo de archivo filetype se puede aplicar a cualquier extensión de tipo de archivo ya sea:
| Tipo de Documento    | Extensión   |
| -------------------- | ----------- |
| Microsoft Word       | (doc, docx) |
| Microsoft Excel      | (xls, xlsx) |
| Microsoft Powerpoint | (ppt, pptx) |
| Documentos Works     | (wps)       |
| Páginas Web          | (html, htm) |
| Rich Text Format     | (rtf)       |
| Plain Text           | (txt)       |
| Documentos LaTex     | (tex)       |
| MP3 Audio            | (mp3)       |
| MP4 Videos           | (mp4)       |
| AVI Videos           | (avi)       |

## Palabras claves
Además de los operadores de Google existen palabras en inglés y español que te ayudaran a mejorar la búsqueda. Una buena información aparecerá en el idioma inglés porque existen términos y palabras en inglés que no están definidas en el español. Estas palabras claves van asociadas con los operadores de Google y con la palabra que estas buscando para de esta manera mejorar la búsqueda. 

### Ejemplos de operadores de Google
| Comandos de Google                    | Resultados Aproximados |
| ------------------------------------- | ---------------------- |
| Como hacer                            | 44,200,000             |
| "Como hacer" site:www.youtube.com     | 46,400,000             |
| "Como hacer" filetype:pdf             | 1,260,000              |
| "Como hacer" inurl:edu                | 500,000                |
| "Como hacer" inurl:edu filetype:pdf   | 363,000                |
| "Como hacer" filetype:doc             | 49,600                 |
| "Como hacer" inurl:edu filetype:doc   | 40,500                 |
| "Como hacer" filetype:html            | 5,120,000              |
| "Como hacer" -filetype:html           | 690,800,000            |
| "Como hacer" inurl:edu -filetype:html | 212,000                |

### Listas de palabras claves (keywords)
| Inglés     | Español     | Inglés       | Español         |
| ---------- | ----------- | ------------ | --------------- |
| dictionary | diccionario | cheatsheet   | apuntes repaso  |
| manual     | manual      | template     | plantilla       |
| template   | formulario  | rubric       | rubrica         |
| glossary   | glosario    | tutorial     | tutorial        |
| course     | curso       | introduction | introducción    |
| poster     | afiche      | board        | cartel          |
| how to     | como hacer  | study guide  | guía de estudio |
| internship | internado   | jobs         | trabajos        |
| university | universidad | letter       | cartaEspañol    |

## Dominio de Internet
Un dominio de Internet es una red de identificación asociada a un grupo de dispositivos o equipos conectados a la red Internet. Estos dominios de Internet nos sirven para buscar información de palabras o frases dentro del dominio utilizando
el comando inurl. 

### Lista de Dominios de nivel superior genérico para el comando inurl
| Dominio | Descripción  |
| ------- | ------------ |
| com     | Compañías    |
| edu     | Educacional  |
| org     | Organización |
| net     | Red          |
| info    | Información  |
| gov     | Gobierno     |
| math    | Matemática   |
| tv      | Televisión   |